# 埃西讷
埃西讷（法語：Eysines，法語發音：[ɛzin]）是法国吉倫特省的一个市镇，属于波尔多区。

## 地理
埃西讷（44°53'4"N, 0°39'5"W）面积12.01 平方千米，位于法国新阿基坦大区吉倫特省，该省份为法国西南部沿海省份，是法國本土面积最大的省，北起滨海夏朗德省，西临大西洋，南至朗德省，东南接洛特-加龍省，东临多爾多涅省。
与埃西讷接壤的市镇（或旧市镇、城区）包括：布朗克福尔、梅里尼亚克、波尔多、勒布斯卡、布鲁日、勒阿扬、勒塔扬梅多克。
埃西讷的时区为UTC+01:00、UTC+02:00（夏令时）。

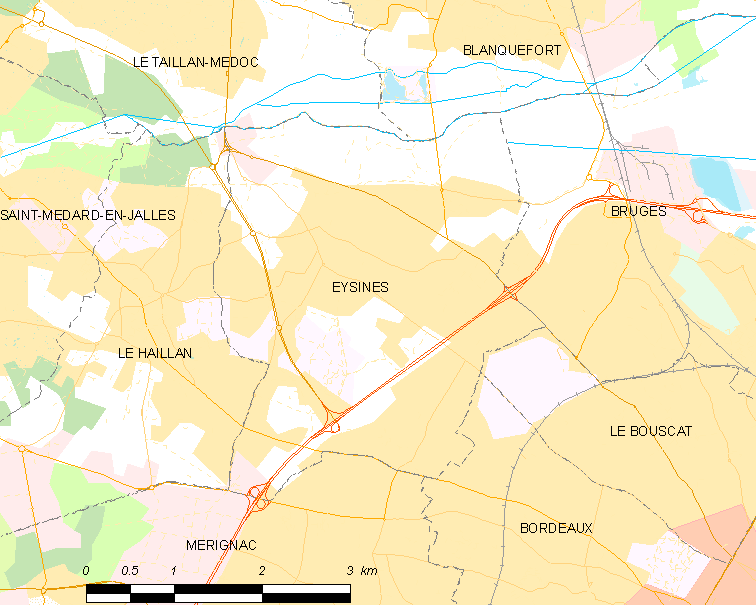
埃西讷的OSM定位图

## 行政
埃西讷的邮政编码为33320，INSEE市镇编码为33162。

## 政治
埃西讷所属的省级选区为梅多克之门县。

## 人口

1962-2008年间埃西讷人口变化图示

埃西讷于2022年1月1日时的人口数量为24436人。